# Pandora (Automarke)
Pandora war eine britische Automarke.

## Unternehmensgeschichte
Das Unternehmen aus London war Händler für Minerva Motors. 1903 begann die Produktion von Automobilen. Der Markenname lautete Pandora. Im gleichen Jahr endete die Produktion.

## Fahrzeuge
Besonderheit der Fahrzeuge war, dass sie als Kit Cars angeboten wurden.